# Juin 1786

## Événements
- 4 juin : Élisabeth Tible est la première femme à voler en montgolfière à Lyon.

- 6 juin : l’Academia Cientifica de Rio de Janeiro devient la Sociedade Literaria (1786-1795)[1]. Elle se préoccupe de science et de technique, propage la culture de l’indigo et de la cochenille, introduit de nouveaux procédés de fabrication industrielle et fait une critique de la colonisation en s’inspirant de Raynal, Rousseau et Mably.

- 13 juin : création de l'audiencia de Caracas[2].

- 21 juin : visite de Louis XVI à Cherbourg.

- 23 juin : l'expédition de La Pérouse atteint l'Alaska au mont Saint Elias, puis découvre le « Port des Français » (aujourd'hui baie Lituya)[3].

- 25 juin :
  - Gavriil Pribylov découvre l'Île Saint George qui fait partie des Îles Pribilof dans la Mer de Béring.
  - Francisco de Goya est nommé peintre du roi d'Espagne[4].

- 28 juin : publication d’une Banque des assignats en Russie[5].

## Naissances
- 10 juin : Samuel Renn (mort en 1845), facteur d'orgue anglais.
- 11 juin : Philipp Jakob Cretzschmar (mort en 1845), médecin et zoologiste allemand.
- 13 juin : Winfield Scott, (décès le 29 mai 1866), est un général américain, diplomate et candidat à la Présidence des États-Unis.
- 20 juin : Marceline Desbordes-Valmore, poétesse française († 23 juillet 1859).

## Décès
- 2 juin : Jean-Paul de Gua de Malves (né vers 1712), savant français.